# Абделлах Блінда
Абделлах Блінда (араб. عبد الله بليندة, 25 вересня 1951 — 17 березня 2010, Рабат) — марокканський футболіст і футбольний тренер.

## Ігрова кар'єра
Виступав за клуб ФЮС (Рабат).

## Кар'єра тренера
Розпочав тренерську кар'єру 1981 року, очоливши тренерський штаб молодіжної збірної Марокко.
Згодом працював на клубному рівні, тренуючи команди «Раджа» (Касабланка), ФЮС (Рабат) та еміратського «Баніяса».
1990 року працював головним тренером національної збірної Марокко, згодом повертався на тренерський місток головної марокканської збірної 1993 року. Готував команду до фінальної частини чемпіонату світу 1994 року та керував її діями на турнірі, де марокканці поступилися в усіх трьох іграх групового етапу.
Помер 17 березня 2010 року на 59-му році життя у місті Рабат.